# Juan Ramón Calero
Juan Ramón Calero Rodríguez est un homme politique espagnol né en 1947 à Murcie, ayant appartenu au Parti populaire (PP).

## Biographie
Juan Ramón Calero est député de la circonscription de Murcie au Congrès des députés entre 1982 et 1991, où il est porte-parole du groupe populaire de 1987 à 1989. Il siège ensuite à l'Assemblée régionale de Murcie entre 1991 à 1995, après avoir été le candidat conservateur à la présidence régionale. Il est président du Parti populaire de la région de Murcie (PPRM) de 1990 à 1991. Il quitte le Parti populaire en 1996.